# Allegiance (Stargate SG-1)
Allegiance (Lealtades) es el noveno episodio de la sexta temporada de la serie de televisión de ciencia ficción Stargate SG-1, y el episodio Nº 119 de toda la serie.

## Trama
El sitio Alfa recibe a varios Tok'ra que huyen de un ataque de las fuerzas de Anubis. Uno de los Tok'ra llamado Malek comenta sobre el hecho que haya Jaffa en la base. 
Más adelante, se realiza un funeral Tok'ra frente al Portal. Sin embargo, al término de la ceremonia, comienza una pelea entre un Jaffa y un Tok'ra, que al parecer es solo el principio de más hostilidades entre ambos bandos. O'Neill y Jacob hablan sobre este conflicto y su origen.
Más tarde, Carter revela al resto que alguien intentó sabotear el generador Naquadah de la base. El General Hammond y Jonas en la Tierra son informados luego de esto. Jonas desea ir a ayudarles, pero se decide cerrar la base hasta encontrar al saboteador. 
Interrogan primero a los Tok'ra usando un detector Zatarc traído por estos mismos. Pero luego cuando iban a investigar a los Jaffa, un Tok'ra es encontrado muerto. Estos entonces acusan a un Jaffa que antes peleó con aquel Tok'ra como responsable. Cuando ese Jaffa es interrogado miente y es arrestado. Aun así, O'Neill y el resto sabe que es posible que su prejuicio contra los Tok'ra haya influenciado la prueba. Ellos después revisan los resultados de la autopsia, y descubren que el Tok'ra fue asesinado rápidamente por detrás, lo que según Bra'tac prueba que no fue un Jaffa, ya que ellos pelean cara a cara.
Ocurre entonces que el Jaffa acusado también fue asesinado y quizás con la misma arma. Las 2 muertes casi desatan un intercambio de disparos entre los 2 bandos, a no ser porque Bra’tac descubre unas huellas en dirección al bosque y un conteo revela que no falta nadie. Deciden entonces formar equipos de 3 (un Tok'ra, Jaffa y Tau'ri) y salen a buscar al bosque. Después de una hora Teal'c halla a uno de los equipos muerto e informa a O’Neill. En ese momento, Bra'tac y Malek son atacados por una fuerza invisible que se lleva lejos a Bra’tac. Malek luego informa que Bra'tac ha muerto, pero Teal'c no se convence e intenta estrangular al Tok'ra, aunque logran detenerlo. El Tok'ra también informa de la entidad invisible que los atacó, y pronto planean crear un campo electromagnético de alta frecuencia para desenmascarar al enemigo, que sospechan deber ser un Ashrak.
Carter y Malek preparan el generador de Naquadah para crear el campo, mientras el resto bloquea el Portal. Sin embargo, antes de poder tener listo el campo, el Ashrak ataca, hiriendo a muchos y logrando robar un GDO.
Finalmente el campo electromagnético está preparado, y logran ver al Ashrak. Le disparan, pero no logran darle. Mientras reactivan el campo, ataca y desaparece de nuevo. Cuando el campo está listo otra vez, el Ashrak intenta atacar, pero entonces recibe el disparo de un arma báculo por parte de Bra’tac, quien resulta estar vivo. Ya muerto el Ashrak, Bra'tac revela que éste lo dio por muerto en el bosque. Malek entonces le da su mano y le pide perdón, y Bra'tac acepta. Al final, Tok'ra y Jaffa pueden olvidar sus peleas gracias a las emblemáticas palabras de Bra’tac.

## Producción
- Los espectadores pudieron reconocer al actor Link Baker (Artok)  Teniente Barber, el oficial del SGC que se suicidó lanzándose dentro del vórtice del Stargate, durante la primera escena del capítulo "The Light". (Una aparición fatal más, y Baker recibe la designación oficial de "SG-1 Red Shirt")[3]

## Artistas invitados
- Carmen Argenziano como Jacob Carter/Selmak.
- Tony Amendola como Bra'tac.
- Obi Ndefo como Rak'nor.
- Peter Stebbings como Malek.
- Link Baker como Artok.
- Rob Lee como el Mayor Pierce.
- Kimani Ray Smith como Ocker.
- Herbert Duncanson como Guardia SG.
- Dan Payne como Ashrak.
- Teryl Rothery como la Dra. Fraiser.[4]
- Jonathan Kralt como Tok'ra #2.[4]